# Universidad de Múnich

Entrada principal de la universidad.

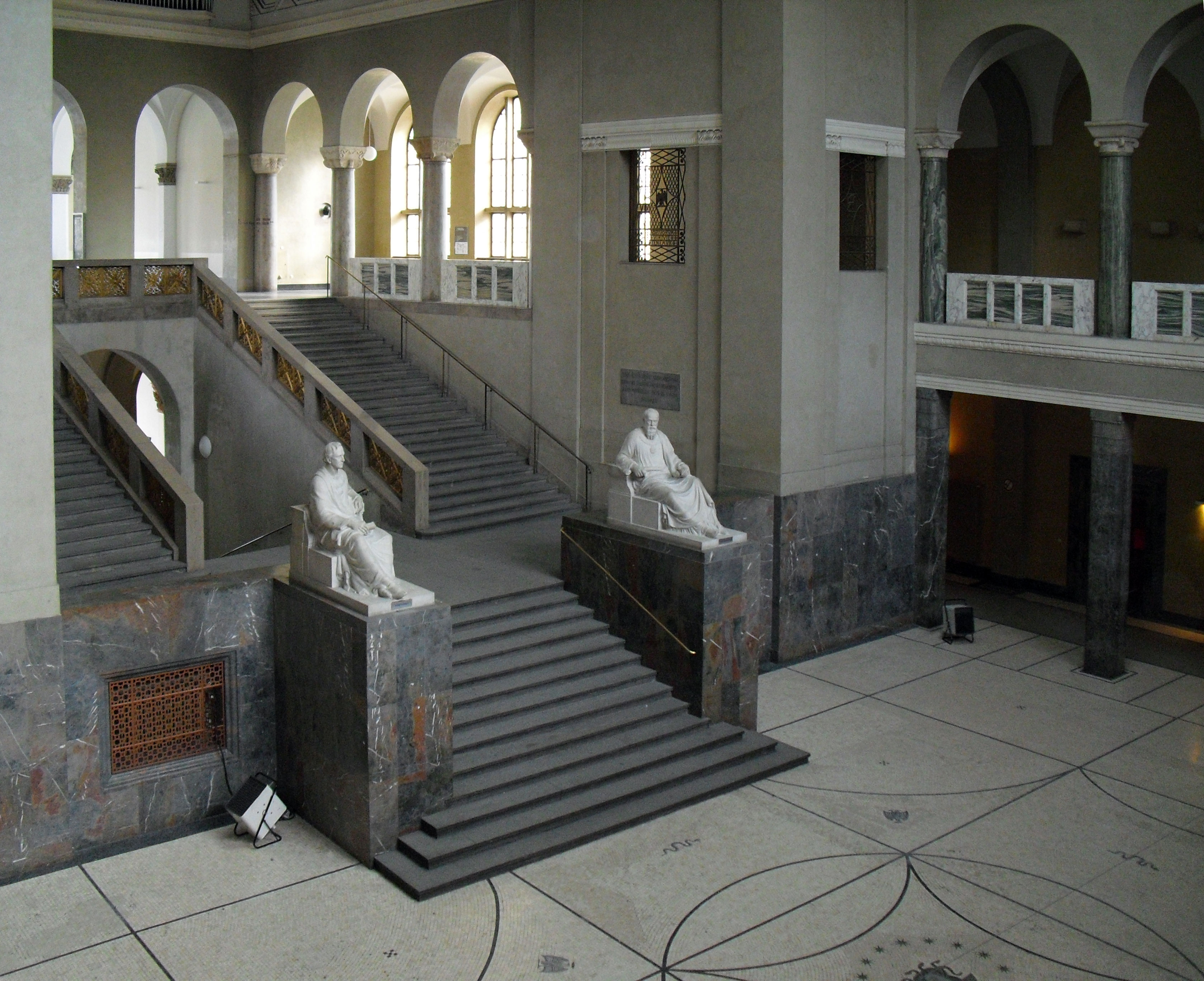
Escalinata principal

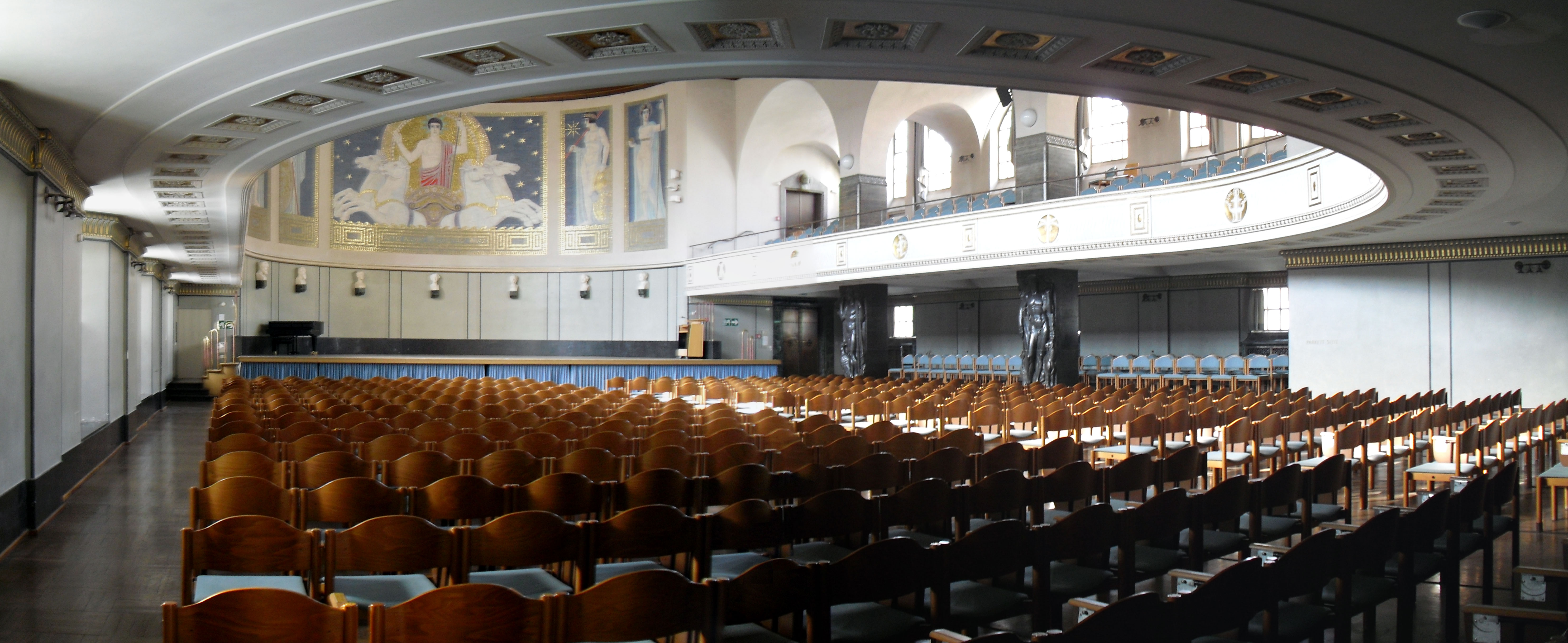
Aula Magna

La Universidad de Múnich (Ludwig-Maximilians-Universität - LMU) es la universidad de la ciudad de Múnich, capital de Baviera, Alemania. Es de origen medieval, conocida al principio con el nombre de Universidad de Ingolstadt. Su nombre se debe a su fundador, el duque Luis IX y al rey Maximiliano I José
La Universidad de Múnich ha sido considerada, particularmente desde el siglo XIX, como una de las universidades más prestigiosas de Alemania y de Europa; con 34 galardonados al premio Nobel, se posiciona como la número 5 a nivel mundial en términos de laureados, entre los que destacan Wilhelm Röntgen, Max Planck, Werner Heisenberg, Otto Hahn, Thomas Mann y muchos otros (véase la extensa lista más adelante). El papa Benedicto XVI fue estudiante y profesor de la universidad. 
En el semestre académico de invierno 2010-2011, el total de estudiantes matriculados alcanzaba 46 000, cifra con lo que esta universidad (en cuanto al número de estudiantes) se clasifica como la segunda más grande de Alemania.  Alrededor de 700 profesores ejercen la docencia en las 18 facultades de la Ludwig-Maximilian. Con las 150 carreras que imparte, la Universidad de Múnich ofrece un espectro particularmente amplio en cuanto a ámbitos del saber, entre las que se cuentan también algunas carreras que no se ofrecen en ningún otro lugar del área geográfica germanoparlante. En ciencias naturales, la LMU se encuentra en competencia directa con la Universidad Técnica de Múnich. La Ludwig-Maximilian es una de las tres primeras universidades que se seleccionaron dentro de los marcos de la línea de «concepción de futuro», iniciativa orientada a la promoción de la excelencia académica definiendo universidades de élite. La universidad participa en la «red de élite de Baviera».

## Historia

### 1472-1800

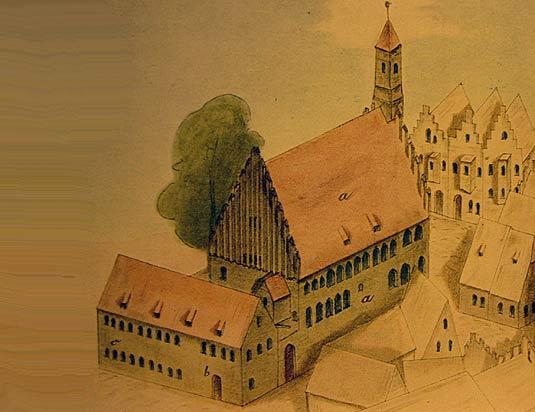
Edificios universitarios en Ingolstadt

La universidad fue fundada con aprobación papal en 1472 como Universidad de Ingolstadt (derecho de fundación de Luis IX el Rico), con facultades de filosofía, medicina, jurisprudencia y teología. Su primer rector fue Cristóbal Mendel de Steinfels, que más tarde sería obispo de Chiemsee.
En la época del humanismo alemán, entre los académicos de la universidad figuraban nombres como Conrad Celtes y Petrus Apianus. El teólogo Johann Eck también enseñó en la universidad. De 1549 a 1773, la universidad recibió la influencia de los jesuitas y se convirtió en uno de los centros de la Contrarreforma. El jesuita Petrus Canisius fue rector de la universidad.
A finales del siglo XVIII, la universidad se vio influenciada por la Ilustración, que llevó a un mayor énfasis en las ciencias naturales.

### 1800-1933
Retrato de Maximiliano I José de Baviera, en cuyo honor se rebautizó la Universidad de Múnich en 1802
Adolf von Baeyer, Emil Fischer, Jacob Volhard y otros químicos en la LMU en 1877
En 1800, el príncipe elector Maximiliano IV José (el posterior Maximiliano I, rey de Baviera) trasladó la universidad a Landshut, debido a la agresión francesa que amenazaba Ingolstadt durante las guerras napoleónicas. En 1802, la universidad pasó a llamarse Universidad Luis Maximiliano en honor a sus dos fundadores, Luis IX, duque de Baviera y Maximiliano I, elector de Baviera. El ministro de Educación, Maximiliano von Montgelas, inició una serie de reformas que pretendían modernizar la universidad, más bien conservadora e influenciada por los jesuitas. En 1826 se trasladó a Múnich, la capital del Reino de Baviera. La universidad estuvo situada en la Vieja Academia hasta que se construyó un nuevo edificio en la Ludwigstraße. Los muniqueses se mostraron algo críticos con el número de profesores protestantes que Maximiliano y, posteriormente, Luis I invitaron a Múnich. Se les apodó los "Nordlichter" (auroras boreales) y especialmente el médico Johann Nepomuk von Ringseis estaba bastante enfadado con ellos[4].

En la segunda mitad del siglo XIX, la universidad alcanzó una gran relevancia en la comunidad científica europea, atrayendo a muchos de los principales científicos del mundo. También fue un periodo de gran expansión. A partir de 1903, se permitió a las mujeres estudiar en las universidades bávaras y, en 1918, la proporción femenina de estudiantes en la LMU había alcanzado el 18%. En 1918, Adele Hartmann se convirtió en la primera mujer de Alemania en obtener la Habilitación (doctorado superior), en la LMU.
Durante la República de Weimar, la universidad siguió siendo una de las más importantes del mundo, con profesores como Wilhelm Röntgen, Wilhelm Wien, Richard Willstätter, Arnold Sommerfeld y Ferdinand Sauerbruch.

### 1933-1945
Durante el Tercer Reich, la libertad de cátedra se vio gravemente limitada. En 1943, el grupo de estudiantes antinazis Rosa Blanca llevó a cabo su campaña de oposición a los nacionalsocialistas en esta universidad. La universidad despojó al opositor nazi Kurt Huber de su puesto y su doctorado en el momento de su detención. 

### 1945-presente
La universidad ha seguido siendo una de las principales universidades de Alemania Occidental durante la Guerra Fría y en la época posterior a la reunificación. A finales de los años 60, la universidad fue escenario de protestas de estudiantes radicales.
Hoy en día, la Universidad de Múnich forma parte de 24 Centros de Investigación Colaborativa financiados por la Fundación Alemana de Investigación (DFG) y es la universidad anfitriona de 13 de ellos. También alberga 12 grupos de formación en investigación de la DFG y tres programas de doctorado internacionales como parte de la Red de Élite de Baviera, un concepto de política educativa de Baviera para la promoción de alumnos y estudiantes superdotados en el sector de la enseñanza superior. Atrae 120 millones de euros adicionales al año en financiación externa y participa intensamente en iniciativas de financiación nacionales e internacionales.
La LMU de Múnich tiene una amplia gama de programas de grado, con 150 asignaturas disponibles en numerosas combinaciones. El 15% de los 45.000 estudiantes que asisten a la universidad proceden del extranjero.
En 2005, los gobiernos estatal y federal de Alemania lanzaron la Iniciativa de Excelencia de las Universidades Alemanas, un concurso entre sus universidades. Con un total de 1.900 millones de euros, el 75% de los cuales proceden del Estado federal, sus artífices pretenden promover estratégicamente la investigación y las becas de alto nivel. El dinero se destina a más de 30 universidades de investigación de Alemania.
La iniciativa financiará tres áreas orientadas a proyectos: escuelas de postgrado para promover la próxima generación de académicos, clusters de excelencia para promover la investigación de vanguardia y "conceptos de futuro" para la expansión basada en proyectos de la excelencia académica en las universidades en su conjunto. Para poder optar a esta tercera área, una universidad debía tener al menos un centro de excelencia académica reconocido internacionalmente y una nueva escuela de postgrado.
Tras la primera ronda de selecciones, la LMU de Múnich fue invitada a presentar solicitudes para las tres líneas de financiación: Se presentó al concurso con propuestas para dos escuelas de postgrado y cuatro centros de excelencia.
El viernes 13 de octubre de 2006, un panel de expertos anunció los resultados de la Iniciativa de Excelencia de Alemania para promover la investigación y la educación universitaria de alto nivel. El panel, compuesto por la Fundación Alemana de Investigación y el Consejo Científico Alemán, ha decidido que la LMU de Múnich reciba financiación para las tres áreas cubiertas por la Iniciativa: una escuela de postgrado, tres "clusters de excelencia" y financiación general para el "concepto de futuro" de la universidad.
En enero de 2012, los científicos de la Universidad Ludwig Maximilian publicaron los detalles del dispositivo de escucha más sensible conocido hasta el momento. Esto hizo que la universidad entrara en el libro Guinness de los récords mundiales.
En septiembre de 2018, la fiscalía de Múnich investigó contra un vicepresidente de la universidad por sospecha de infidelidad. El vicepresidente debería haber reclamado "gastos de viaje excesivos". Al año siguiente, estudiantes de veterinaria denunciaron que la LMU violaba el bienestar animal. Según ellos, la LMU mantiene a los cerdos en cajas de rejilla apretadas, por lo que algunos animales presentaban arañazos, golpes y enfermedades respiratorias por estar tumbados. Los estudiantes que denunciaron estas circunstancias contaron que habían sido amenazados con la cancelación de la matrícula de la universidad. A principios de 2020, la LMU encerró en una sala a unos 80 estudiantes que querían debatir bajo el tema "El clima arde, la universidad arde" por qué las universidades investigan para empresas que son perjudiciales para el clima.

## Centros de investigación

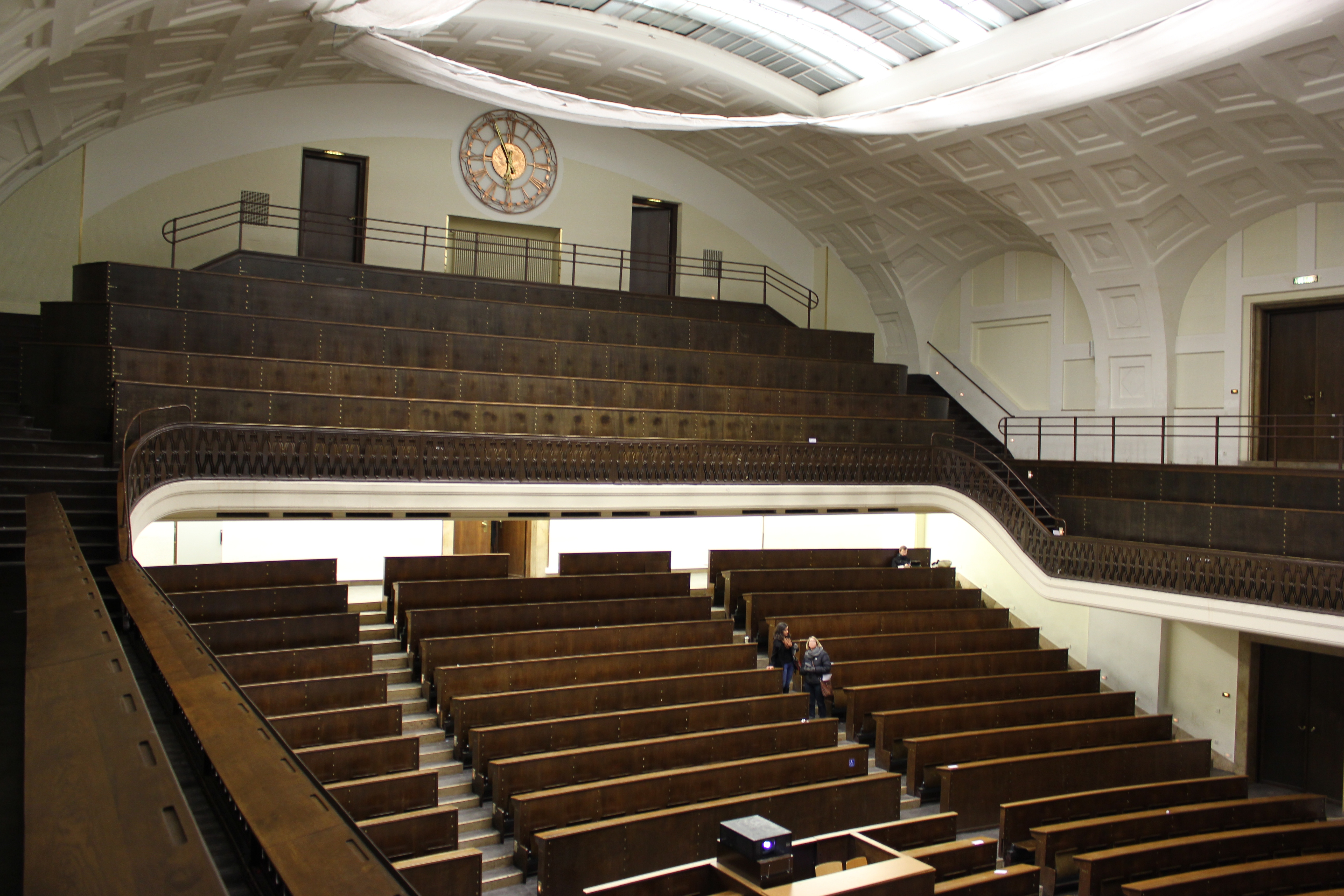
El Audimax.

Además de sus 18 facultades, la Universidad de Múnich también mantiene numerosos centros de investigación que participan en numerosos proyectos interdisciplinares y transdisciplinares para complementar sus diversos programas académicos. Algunos de estos centros de investigación fueron el resultado de la cooperación entre la universidad y socios externos de renombre del mundo académico y la industria; el Centro Rachel Carson para el Medio Ambiente y la Sociedad, por ejemplo, se estableció a través de una iniciativa conjunta entre la LMU de Múnich y el Deutsches Museum, mientras que el Centro Parménides para el Estudio del Pensamiento fue el resultado de la colaboración entre la Fundación Parménides y el Centro de Ciencias Humanas de la LMU de Múnich.
Algunos de los centros de investigación que se han creado son:
- Centro de Ciencia Proteica Integrada de Múnich (CIPSM)
- Escuela Superior de Neurociencias Sistémicas (GSN)
- Helmholtz Zentrum München - Centro Alemán de Investigación para la Salud Medioambiental
- Iniciativa de Nanosistemas de Múnich (NIM)
- Centro Parménides para el Estudio del Pensamiento
- Centro Rachel Carson para el Medio Ambiente y la Sociedad

## Matrícula y tasas
Las universidades de Baviera no cobran tasas de matrícula. En su lugar, hay que pagar una tasa semestral y un abono semestral obligatorio de transporte público fuera del horario de clases (para la Asociación de Transportes y Tarifas de Múnich, MVV). Opcionalmente, se puede adquirir un abono para toda la red. Este modelo mixto es el resultado de varios años de negociaciones para permitir a los estudiantes obtener un abono semestral asequible a pesar de los elevados costes de los billetes normales en Múnich. El paquete actual fue aceptado por una abrumadora mayoría del 86,3% de los estudiantes de todas las universidades de Múnich en 2012 e introducido en el semestre de invierno de 2013.

### Número de estudiantes
El número de estudiantes de la universidad en 1825/26 era de algo menos de 1000 estudiantes. En las décadas siguientes, el número de estudiantes inscritos aumentó de forma constante. La admisión de mujeres en los estudios universitarios en 1903 también favoreció el aumento del número de estudiantes. En el semestre de invierno de 1905/06 se matricularon 5147 estudiantes (de los cuales 53 eran mujeres) y en el semestre de invierno de 1918/19, 8625 estudiantes (de los cuales 1191 eran mujeres). Durante la época nacionalsocialista, el número de estudiantes matriculados volvió a descender.
En 1935/36, se matricularon en la universidad 5480 estudiantes (entre ellos 1016 mujeres) y en el semestre de verano de 1940 sólo 2991 estudiantes (entre ellos 914 mujeres).
Tras la World War II, el número de estudiantes volvió a aumentar. En el semestre de invierno 1949/50, el número de estudiantes era de 10469 (incluidas 2198 mujeres) y en 1959/60 era de 18225 (incluidas 4930 mujeres). Medio siglo después, el número de estudiantes matriculados en el semestre de invierno 2009/10 era de 45 649 (incluidas 28 545 mujeres).
En el semestre de invierno 2019/20, 52 425 estudiantes estaban matriculados en la Ludwig-Maximilians-Universität, de los cuales 31 748 (60,5%) eran mujeres y 9 341 (17,8%) eran estudiantes internacionales. El número de estudiantes de primer curso que comenzaron su primer semestre universitario en el semestre de invierno 2019/20 es de 8839. Esto la convierte en la segunda universidad más grande de Alemania por número de estudiantes matriculados, después de la Fernuniversität de Hagen y la mayor universidad presencial.

## Universidad Internacional de Verano de Múnich
La Universidad Internacional de Verano de Múnich (MISU at LMU) (Munich International Summer University (MISU at LMU)) es la Universidad de Verano de la Universidad Ludwig Maximilian de Múnich (LMU), que tiene lugar anualmente en Múnich y, dependiendo del curso, también incluye estancias en diferentes ciudades europeas. MISU en la LMU de Múnich invita a los estudiantes internacionales a asistir a programas de corta duración en la LMU de Múnich con el fin de progresar académicamente incluso en las vacaciones de invierno o verano en su universidad de origen. MISU ofrece dos formatos de cursos: Por un lado, las clases de alemán se imparten en diferentes momentos a lo largo del año. Por otro lado, MISU ofrece 16 Escuelas de Verano y Escuelas de Invierno que cubren una amplia gama de campos académicos. Alrededor de 1000 estudiantes de casi 90 países se unieron a los programas a corto plazo de MISU en 2019.

## Universitarios destacados

### Laureados con Premios Nobel
- Adolf von Baeyer, (1909)
- Hans Bethe, (1967)
- Gerd Binnig, (1986)
- Günter Blobel, (1999)
- Konrad Emil Bloch, (1964)
- Eduard Buchner, (1907)
- Peter Debye, (1936)
- Ernst Otto Fischer, (1973)
- Hans Fischer, (1930)
- Karl von Frisch, (1973)
- Theodor W. Hänsch, (2005)
- Werner Heisenberg, (1932)
- Gustav Hertz, (1926)
- Wolfgang Ketterle, (2001)
- Hans Adolf Krebs, (1953)
- Richard Kuhn, (1938)
- Max von Laue, (1914)
- Otto Loewi, (1936)
- Feodor Lynen, (1964)
- Wolfgang Pauli, (1945)
- Max Planck, (1918)
- Wilhelm Conrad Röntgen, (1901)
- Bert Sakmann, (1991)
- Johannes Stark, (1919)
- Heinrich Wieland, (1927)
- Wilhelm Wien, (1911)
- Richard Willstätter, (1915)